# Músculo fibular terceiro
O músculo fibular terceiro ou terceiro fibular ou ""Músculo peroneal anterior"" é um músculo da perna.